# Контрзаходи (фільм)
Контрзаходи (англ. Counter Measures) — американський бойовик 1998 року.

## Сюжет
Офіцер медичної служби ВМФ США Джейк Фулер прибув на борт російського підводного човна з візитом доброї волі. Але виявилося, що атомна субмарина, яка оснащена суперпотужною ядерною зброєю, захоплена терористами. Джек залишився один на один зі смертельно небезпечними злочинцями, які загрожують влаштувати кінець світу. Йому треба діяти швидко поки не стало надто пізно.

## У ролях
- Майкл Дудікофф — капітан Джейк Фулер
- Джеймс Хоран — капітан Петров
- Александр Кіт — лейтенант Свейн
- Скотт Марлоу — посол Сільвер
- Лада Бодер — Нішка
- Роберт Донован — командувач Грегорі
- Рік Крамер — лейтенант Славін
- Трейсі Брук Своуп — капітан Блейк
- Френсін Йорк — Памела Сільвер
- Кліфф Поттс — адмірал Харрісон
- Роберт Ф. Лайонс — командувач Ларкін
- Віктор Рейдер-Векслер — міністр Шиков
- Ерік Лосон — капітан Доннер
- Алекс Відов — лейтенант Данінскі
- Р. Льюіс Бретц — Девід Фуллер
- Сонні Кінг — лейтенант-командер Роджерс
- Олег Тактаров — інженер Дімітрі
- Марк Ваанян — російський моряк
- Девід Гетз — Кошов (в титрах не вказаний)
- Ханнес Еніке — Нікіта (в титрах не вказаний)